# Andrés Rodríguez (koszykarz)
Andrés Guillermo Rodríguez Fernández (ur. 27 lutego 1981 w San Juan) – koszykarz z Portoryko, posiadający również amerykański paszport. Gra na pozycji rozgrywającego. Ma 182 cm wzrostu. Jest rozgrywającym, który potrafi nadać grze szybkie tempo, ale także zdobyć punkty i skutecznie zagrać w obronie. Słynie z doskonałych asyst i przechwytów oraz waleczności. 22 lipca 2006 podpisał swój pierwszy kontrakt z zespołem Turowa Zgorzelec.

## Przebieg kariery
Studiował w USA grając w dwóch zespołach uniwersyteckiej ligi NCAA. Praktycznie corocznie bierze udział w rozgrywkach ligi portorykańskiej w zespole "Kreolów z Caguas". Z Olimpiją Ljubljana brał udział w rozgrywkach Euroligi oraz Ligi Adriatyckiej.
Z zespołem Turowa Zgorzelec występował w DBE oraz Pucharze ULEB. Został wybrany najlepszym obrońcą DBE w sezonie 2006/2007 (według Gazety Wyborczej). We wrześniu 2009 roku podpisał miesięczny kontrakt z hiszpańskim zespołem Caja Laboral Vitoria. Od sezonu 2009/10 występuje w zespole Obradoiro CAB. W miesiącach letnich występuje w lidze portorykańskiej (Baloncesto Superior Nacional).
W sezonie 2006/2007, podczas przegranego 77-78 spotkania z Prokomem Trefl Sopot, wyrównał nadal aktualny rekord finałów PLK (odkąd wprowadzono oficjalne statystyki w sezonie 1998/99), notując 6 przechwytów. Podczas tych samych rozgrywek, w wygranym 80-74 spotkaniu ze Stalą Ostrów Wielkopolski wyrównał drugi najlepszy wynik w historii play-off, przechwytując 7 piłek.

## Osiągnięcia
NCAA
- Mistrz sezonu zasadniczego Patriot League (2004)
- Zaliczony do składów[5]:
  - Patriot League First Team (2004)
  - Patriot League All-Tournament Team (2004)
- Lider Patriot League w[6]:
  - asystach (2004)
  - przechwytach (2004)

Drużynowe
- Mistrz[7]:
  - Słowenii (2005)
  - Portoryko (2006, 2010, 2011)
  - LEB Oro (2011 – II liga hiszpańska – awans do ACB)
- Wicemistrz[7]:
  - Polski (2007, 2008)
  - Ukrainy (2009)
  - Portoryko (2012)
- Zdobywca Pucharu:
  - Słowenii (2005)[7]
  - LEB Oro (2011 – II liga hiszpańska)
- Uczestnik rozgrywek 1/4 Pucharu ULEB (2008)

Indywidualne
- Najlepszy w obronie PLK (2007)[8]
- Lider:
  - w przechwytach:
    - PLK (2007)
    - ligi ukraińskiej (2009)

  - w asystach:
    - hiszpańskiej Ligi Endesa w asystach (2013)[7]
    - ligi polskiej (2007 – w liczbie asyst)
- Uczestnik meczu gwiazd ligi[7]:
  - słoweńskiej (2005)
  - polskiej (2008)[9]
  - ligi ukraińskiej (2009)

Reprezentacja
- Mistrz Igrzysk Ameryki Środkowej i Karaibów (2006)
- Wicemistrz[7]:
  - Centrobasketu (2012)
  - mistrzostw Ameryki (2013)
- Zwycięzca Kontynentalnego Pucharu Jenaro "Tuto" Marchanda (2013)[5]
- Wicemistrz Pucharu Marchanda (2011)
- Uczestnik[5][7]:
  - mistrzostw Ameryki (2011 – 4. miejsce, 2013)
  - kwalifikacji olimpijskich (2012)
  - Centrobasketu U–21 (2000)
  - Pucharu Ameryki U–21 (2000)

## Galeria

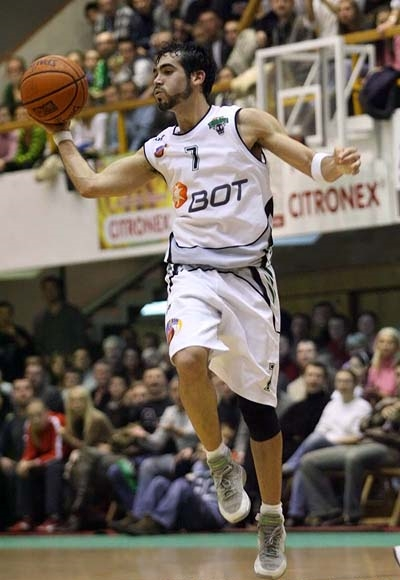
Andres Rodriguez – mecz PLK, grudzień 2006
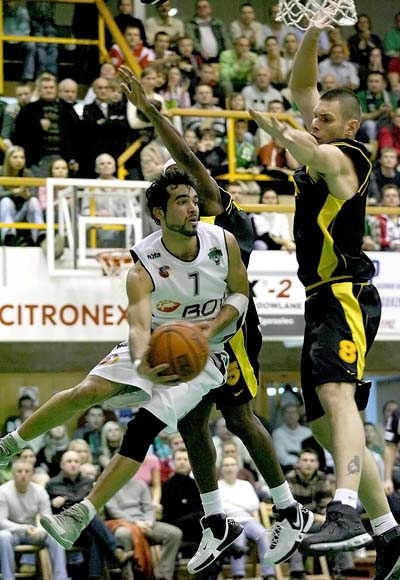
Andres Rodriguez – PLK, grudzień 2006
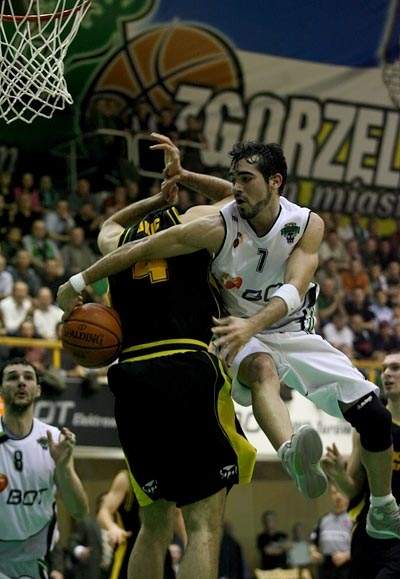
Andres Rodriguez – mecz PLK, grudzień 2006
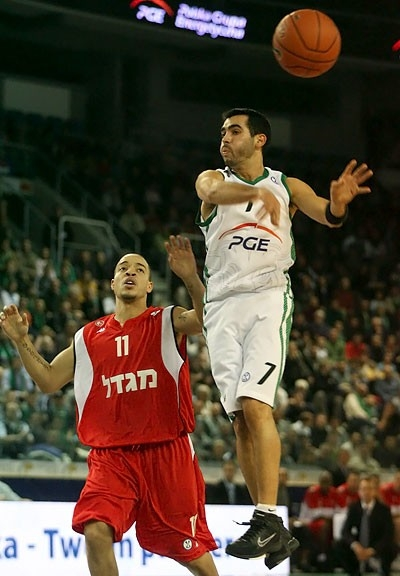
Andres Rodriguez – mecz ULEB Cup, grudzień 2007
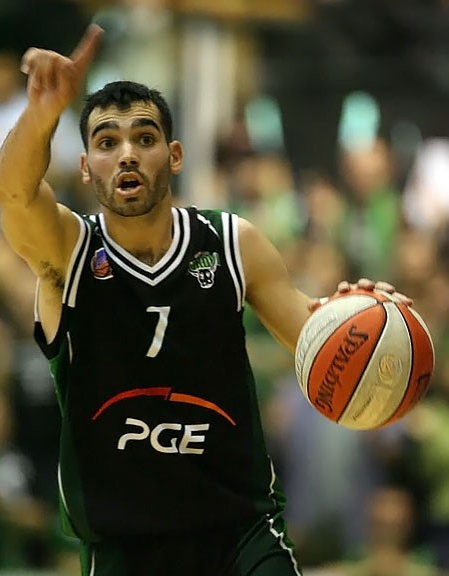
Andres Rodriguez – mecz PLK, maj 2008